# 臺南捷運
臺南都會區大眾捷運系統，簡稱臺南捷運、南捷，中華民國一座規劃中的大眾捷運系統，主要規劃服務範圍涵蓋臺南市、高雄市。臺南捷運的構想最早於1989年提出，然而因諸多因素，至今僅有改採臺鐵系統的沙崙線於2011年啟用。目前藍線第一期正在著手進入綜合規劃期末階段及環境影響評估。
2017年，行政院推動前瞻基礎建設計畫，將臺南市政府規劃的藍線（包括延伸線）、綠線、紅線以「先進運輸系統」名義列入。初期預計以高架路線為主。現階段中運量路線以藍線的進度最快，目前正在辦理先進運輸系統需求及技術規範評估作業，以及綜整中運量捷運系統技術與型式及辦理期末報告階段。目前藍線延伸線已進入可行性研究的最終階段；紅線正在辦理可行性研究期中修正作業及「臺南都會區旅次吸引及大眾運輸場站旅次特性調查及分析」作業，綠線卡在路線上的選擇問題，已提出五種方案來做選擇；深綠線正在辦理可行性研究案招標前置作業。

## 路線
| 台南都會區大眾捷運系統路線一覽表 | 台南都會區大眾捷運系統路線一覽表 | 台南都會區大眾捷運系統路線一覽表 | 台南都會區大眾捷運系統路線一覽表 | 台南都會區大眾捷運系統路線一覽表 | 台南都會區大眾捷運系統路線一覽表 | 台南都會區大眾捷運系統路線一覽表           | 台南都會區大眾捷運系統路線一覽表 | 台南都會區大眾捷運系統路線一覽表 | 台南都會區大眾捷運系統路線一覽表 |
| 路線                             | 路線                             | 路線                             | 起訖點                           | 長度（公里）                     | 長度（公里）                     | 現況                                       | 系統                             | 機廠                             | 期別                             |
| -------------------------------- | -------------------------------- | -------------------------------- | -------------------------------- | -------------------------------- | -------------------------------- | ------------------------------------------ | -------------------------------- | -------------------------------- | -------------------------------- |
|                                  |                                  | 第一期                           | 地方法院站－平實轉運站－保吉站   | 17.23                            | 23.23                            | 可行性研究報告中：刻正依交通部審查意見修正 | 跨座式單軌捷運系統 （中運量）    | 大灣機廠                         | 第一期路網                       |
| 第二期 （健康灣裡段）            | 地方法院－灣裡                   | 6                                | 路網規畫中                       | 第二期路網                       | 23.23                            |                                            | 跨座式單軌捷運系統 （中運量）    | 大灣機廠                         |                                  |
|                                  |                                  | 第一期 （第一期主線）            | 大橋 < 文化中心 仁德站           | 8.6                              | 40                               | 綜合規劃行政院審核中                       | 跨座式單軌捷運系統 （中運量）    | 仁德機廠 歸仁機廠                | 第一期路網                       |
| 第一期 （第一期延伸線）          | 仁德站 < 關廟國中 綠能科學城     | 14.8                             | 可行性評估行政院審議中           | 第一期路網                       | 40                               |                                            | 跨座式單軌捷運系統 （中運量）    | 仁德機廠 歸仁機廠                |                                  |
| 第二期 （第二期延伸線）          | 大橋－佳里                       | 17.4                             | 路網規畫中                       | 第二期路網                       | 40                               |                                            | 跨座式單軌捷運系統 （中運量）    | 仁德機廠 歸仁機廠                |                                  |
|                                  | 紅線                             | 第一期                           | 文化中心－嘉南藥理大學           | 11.5                             | 49.1                             | 可行性評估交通部審議中                     | 跨座式單軌捷運系統 （中運量）    | 南機廠                           | 第一期路網                       |
| 第二期 （玉井延伸線）            | 紅線                             | 文化中心－玉井                   | 37.6                             | 路網規畫中                       | 49.1                             |                                            | 跨座式單軌捷運系統 （中運量）    | 第二期路網                       |                                  |
|                                  | 黃線                             | 第一期                           | 文化中心－新市                   | 32.6                             | 32.6                             | 可行性評估中                               | 跨座式單軌捷運系統 （中運量）    | 新市機廠                         | 第一期路網                       |
|                                  | 深綠線                           | 第一期                           | 高鐵台南站－善化                 | 19.1                             | 19.1                             | 可行性評估中                               | 跨座式單軌捷運系統 （中運量）    | 善化機廠                         | 第一期路網                       |
|                                  | 棕線                             | 第二期                           | 麻豆－白河                       | 28.3                             | 28.3                             | 路網規畫中                                 | 跨座式單軌捷運系統 （中運量）    |                                  | 第二期路網                       |
|                                  | 紫線                             | 第二期                           | 佳里－新營                       | 28.3                             | 28.3                             | 路網規畫中                                 | 跨座式單軌捷運系統 （中運量）    |                                  | 第二期路網                       |
|                                  | 橘線                             | 第二期                           | 玉井－佳里                       | 36.6                             | 36.6                             | 路網規畫中                                 | 跨座式單軌捷運系統 （中運量）    |                                  | 第二期路網                       |

台南都會區大眾捷運系統主要分為第一期路網與第二期路網，第一期路網由藍線、藍線延伸線、綠線，黃線，紅線，深綠線所組成，橫跨台南市12個行政區，約99.6公里；第二期路網則由藍線佳里延伸段、紅線玉井延伸段、綠線永大和順段、綠線健康灣裡段、棕線、紫線、橘線所組成，橫跨台南市17個行政區，約164.8公里，全路網總長264.4公里。
| 第一階段行經行政區 | |
| 城市               | 行政區 |
| 台南市             | 永康區、東區、仁德區、歸仁區、關廟區、北區、中西區、安平區、南區、新化區、新市區、中西區、安南區、善化區               |
| 第二階段行經行政區 | |
| 城市               | 行政區 |
| 台南市             | 安定區、西港區、佳里區、山上區、左鎮區、玉井區、麻豆區、大內區、學甲區、鹽水區、新營區、下營區、柳營區、後壁區、白河區 |

### 預定時程與進度
| 路線\進度                          | 路線\進度                    | 路網規劃類型 | 可行性研究 | 可行性研究 | 可行性研究     | 可行性研究     | 可行性研究     | 綜合規劃 | 綜合規劃 | 綜合規劃       | 綜合規劃       | 綜合規劃       | 綜合規劃       | 設計        | 設計        | 招標  | 招標  | 執行  | 執行  | 執行  | 執行  | 預 計 完 工 | 備註 \| █ 已完成或核定 █ 進行中 █ 預定啟動 \| |
| 路線\進度                          | 路線\進度                    | 路網規劃類型 | 啟 動      | 送 審      | 交 通 部 核 定 | 國 發 會 核 定 | 行 政 院 核 定 | 啟 動    | 環 評    | 環 境 部 核 定 | 交 通 部 核 定 | 國 發 會 核 定 | 行 政 院 核 定 | 設 計 完 成 | 審 議 完 成 | 公 示 | 決 標 | 施 工 | 試 車 | 初 勘 | 履 勘 | 預 計 完 工 | 備註 \| █ 已完成或核定 █ 進行中 █ 預定啟動 \| |
| ---------------------------------- | ---------------------------- | ------------ | ---------- | ---------- | -------------- | -------------- | -------------- | -------- | -------- | -------------- | -------------- | -------------- | -------------- | ----------- | ----------- | ----- | ----- | ----- | ----- | ----- | ----- | ----------- | --------------------------------------------- |
| 藍線                               | 大橋－文化中心、仁德轉運站   | 第一期       |            |            |                |                |                |          |          |                |                |                |                |             |             |       |       |       |       |       |       |             | 綜合規劃-行政院審核中                         |
| 藍線                               | 仁德轉運站－關廟、綠能科學城 | 第一期       |            |            |                |                |                |          |          |                |                |                |                |             |             |       |       |       |       |       |       |             | 可行性研究-交通部審查通過                     |
| 藍線                               | 大橋－佳里                   | 第二期       |            |            |                |                |                |          |          |                |                |                |                |             |             |       |       |       |       |       |       |             | 路網規劃中                                    |
| 綠線                               | 地方法院－保吉站             | 第一期       |            |            |                |                |                |          |          |                |                |                |                |             |             |       |       |       |       |       |       |             | 可行性研究中-刻正依交通部審查意見修正         |
| 綠線                               | 地方法院－灣裡               | 第二期       |            |            |                |                |                |          |          |                |                |                |                |             |             |       |       |       |       |       |       |             | 路網規劃中                                    |
| 紅線                               | 文化中心－嘉南藥理大學       | 第一期       |            |            |                |                |                |          |          |                |                |                |                |             |             |       |       |       |       |       |       |             | 交通部可行性研究中-並且進行綜合規劃           |
| 紅線                               | 文化中心－玉井               | 第二期       |            |            |                |                |                |          |          |                |                |                |                |             |             |       |       |       |       |       |       |             | 路網規劃中                                    |
| 黃線                               | 文化中心 - 新市              | 第一期       |            |            |                |                |                |          |          |                |                |                |                |             |             |       |       |       |       |       |       |             | 可行性研究中                                  |
| 深綠線                             | 高鐵台南站－善化             | 第一期       |            |            |                |                |                |          |          |                |                |                |                |             |             |       |       |       |       |       |       |             | 可行性研究中                                  |
| 棕線                               | 麻豆－白河                   | 第二期       |            |            |                |                |                |          |          |                |                |                |                |             |             |       |       |       |       |       |       |             | 路網規劃中                                    |
| 紫線                               | 佳里－新營                   | 第二期       |            |            |                |                |                |          |          |                |                |                |                |             |             |       |       |       |       |       |       |             | 路網規劃中                                    |
| 橘線                               | 玉井－佳里                   | 第二期       |            |            |                |                |                |          |          |                |                |                |                |             |             |       |       |       |       |       |       |             | 路網規劃中                                    |
| █ 已完成或核定 █ 進行中 █ 預定啟動 |                              |              |            |            |                |                |                |          |          |                |                |                |                |             |             |       |       |       |       |       |       |             |                                               |

## 歷史

### 緣起

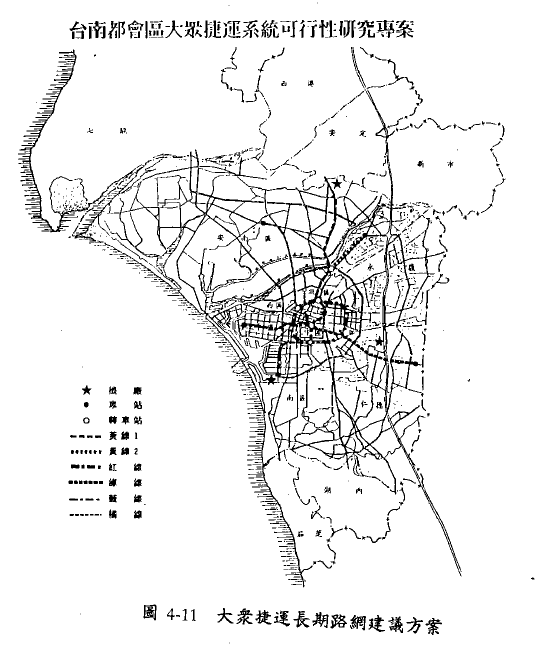
1990年交通部運輸研究所規畫的的台南捷運長期建議路網。

台灣人口往都市快速集中，1988年台南都會區人口突破100萬人。然而，集中了66萬人口以上的台南市地區受到台灣早期的發展影響，街道巷弄狹窄，交通系統不堪負荷；考量於此，:2，交通部運輸研究所與國立成功大學交通管理科學研究所於1989年10月展開合作，著手展開對台南都會區大眾捷運系統的規畫，並於隔年7月完成「台南都會區大眾捷運系統可行性研究」:摘要表。交通部運輸研究所與國立成功大學所完成的「台南都會區大眾捷運系統可行性研究」中，評估台南都會區的內生報酬率偏低，然而基於當時仍於規畫中之台灣高鐵預計將於2000年通車營運，基於路網連接上的考量，認為台南都會區仍有興建捷運的需求:II。
在研究階段中，交通部運輸研究所提出四個路網方案、一個長期路網方案:109，分別為由黃線1及黃線2及綠線所組成:109，高架段長12.9公里、地下段長17.1公里，全路網30公里長、設28站、1990年興建成本708.06億的替選方案一:110~113:173；由黃線、綠線及紅線所組成，高架段長12.9公里、地下段長25.09公里，全路網37.98公里長、設33站、1990年興建成本921.33億的替選方案二:114~116:174；由黃線、綠線及紅線所組成，高架段長10.81公里、地下段長25.93公里:117，全路網36.74公里長、設32站、1990年興建成本913.46億的替選方案三:118:195；由黃線、綠線、紅線及藍線所組成:118，高架段長21.21公里、地下段長29.31公里，全路網50.52公里長、設42站、1990年興建成本1130.69億的替選方案四:118~119:176及出發點設定、著重於長期發展，新增一大環狀路線的長期路網方案:121；考量諸多因素後，均初步選定以新式的輕軌運輸系統或輕軌捷運系統的形式興建:167~168。
| 1990年交通部運輸研究所所規畫的各路網方案之比較:109~121:173~176 |          |          |            |              |
| 路網方案                                                       | 路線數量 | 車站數量 | 路網總長度 | 當年興建成本 |
| 替選方案一                                                     | 2條      | 28站     | 30公里     | 708.06億     |
| 替選方案二                                                     | 3條      | 33站     | 37.98公里  | 921.33億     |
| 替選方案三                                                     | 3條      | 32站     | 36.74公里  | 913.46億     |
| 替選方案四                                                     | 4條      | 42站     | 50.52公里  | 1130.69億    |
| 長期路網方案                                                   | 5條      | X        | X          | X            |

| 1990年交通部運輸研究所所規畫的台南捷運路網:109~121 |                                                        |        |       |        |
| 路線                                               | 行經                                                   | 設站數 | 長度  | 路網圖 |
| 替選方案一                                         |                                                        |        |       |        |
| 黃線                                               | 安定區－安平工業區                                     | 18     | 19.26 |        |
| 綠線                                               | 台南市政府－高鐵台南站                                 | 11     | 10.74 |        |
| 替選方案二                                         |                                                        |        |       |        |
| 黃線                                               | 安定區－安平工業區                                     | 18     | 19.26 |        |
| 綠線                                               | 台南市政府 — 高鐵台南站                                | 11     | 10.74 |        |
| 紅線                                               | 成大醫院－成功大學                                     | 10     | 7.98  |        |
| 替選方案三                                         |                                                        |        |       |        |
| 黃線                                               | 安定區－安平工業區                                     | X      | X     |        |
| 綠線                                               | 台南市政府 — 太子廟                                    | X      | X     |        |
| 紅線                                               | 成大醫院－成功大學                                     | 10     | 7.98  |        |
| 替選方案四                                         |                                                        |        |       |        |
| 黃線                                               | 安定區－安平工業區                                     | 18     | 19.26 |        |
| 綠線                                               | 五期重劃區 — 高鐵台南站                                | 11     | X     |        |
| 紅線                                               | 成大醫院－成功大學                                     | 10     | 7.98  |        |
| 藍線                                               | 赤崁樓－安中路與本田路口                               | 8      | X     |        |
| 長期建議路網                                       |                                                        |        |       |        |
| 黃線                                               | 安定區－安平工業區                                     | 18     | 19.26 |        |
| 綠線                                               | 五期重劃區— 高鐵台南站                                 | 13     | X     |        |
| 紅線                                               | 成大醫院－成功大學                                     | 10     | 7.98  |        |
| 藍線                                               | 赤崁樓－安中路與本田路口                               | 8      | X     |        |
| 環狀線                                             | 分別由中華東、北、西、南四路線銜接而成，並延伸至永華路 | X      | X     |        |

最後，交通部運輸研究所在經濟可行性的考量下，認為以路網方案一為最佳方案:189:247，並預計於1996年動工、2000年起開始營運，旋即進入後續規畫:242。

### 1990年－2002年
1990年12月29日，在行政院台79交39519號函的命令下，中華民國政府開始辦理台南都會區及其他三個台灣省省轄都會區的大眾捷運系統規畫作業，同日臺灣省政府也於其住宅與都市發展局下成立捷運工程處，專司相關規畫與建設工作之推動，在其推動下，台南都會區大眾捷運系統之環境影響評估於1998年6月16日審定。1999年，在中華民國實施精省政策後，臺灣省政府原先負責的省轄都會區大眾捷運系統規畫業務隨即於同年7月1日轉由交通部高速鐵路工程局負責；交通部高速鐵路工程局遂根據台灣省政府的研究成果，提出由紅線、藍線、綠線及科學園區延伸線等三主線、一延伸線所組成之捷運路網，設47站、1座主要維修機廠及2座維修機廠、2座駐車廠，總長度72.3公里，其中高架段長45.6公里、地下段長26.7公里，總經費達2493億元。
| 1999年交通部高速鐵路工程局所規畫的台南捷運路網 |                                 |            |            |            |            |
| 路線／所屬                                     | 起訖                            | 高架段長度 | 地下段長度 | 高架車站數 | 地下車站數 |
| 優先辦理路線                                   |                                 |            |            |            |            |
| 紅線                                           | 西門站（R6）－高鐵台南站（R15） | 6.8        | 7.0        | 3          | 7          |
| 綠線                                           | 西門站（G7）－夏林站（G9）      | 0          | 3.0        | 0          | 3          |
| 第一期路網                                     |                                 |            |            |            |            |
| 紅線                                           | 文賢站（R5）－高鐵台南站（R15） | 6.8        | 9.1        | 3          | 8          |
| 綠線                                           | 新化站（G0）－夏林站（G9）      | 0          | 13.4       | 0          | 10         |
| 第二期路網                                     |                                 |            |            |            |            |
| 紅線                                           | 安南區（R0）－文賢站（R5）      | 6.7        | 1.1        | 5          | 0          |
| 綠線                                           | 夏林站（G9）－明興站（G12）     | 0          | 3.2        | 0          | 3          |
| 藍線                                           | 安定區（B0）－安平區（B14）     | 20.4       | 0          | 15         | 0          |
| 科學園區延伸線                                 | 新化區（S1）－善化區（S3）      | 11.6       | 0          | 3          | 0          |
| 總計                                           | 總計                            | 72.3       | 72.3       | 47         | 47         |

1999年2月，交通部高速鐵路工程局委託國際亞新工程顧問公司辦理「民間參與台南都會區大眾捷運系統建設之可行性研究及先期規劃」，行政院於2000年5月25日核復，要求先完成民間參與可行性研究及研擬先期計畫書後再行報核，交通部旋即於2002年8月6日將民間參與之可行性研究送交行政院審查；2002年10月1日，行政院再度核復，稱「本案路線應優先考量高鐵台南站與台鐵車站間最佳之銜接路線」，交通部依此指示隨即將重心轉往台鐵沙崙線，不再主導台南捷運，而原先計畫的大眾捷運系統也暫緩推動:1-1。

#### 沙崙線
2002年10月1日，行政院考量高鐵台南站到台鐵所屬的保安站、中洲站的直線距離僅四公里，若能有效整合台鐵捷運化路線進行銜接，將能「方便旅客接駁轉乘、促進地方發展」，遂指示優先辦理「高鐵台南站與台鐵車站間最佳之銜接路線」，交通部便依指示展開「台鐵台南沙崙支線計畫」的規畫，於2003年1月委託中華顧問工程司辦理相關規畫作業。中華顧問司評估，沙崙支線將以台鐵系統型式自中洲站新闢支線岔出，並東行6.4公里與高鐵台南站共站，路線全長約6.52公里，建設經費約58.43億元。2004年11月5日，行政院以院臺交字第0930048842號函正式核定「台鐵台南沙崙支線計畫」，簡稱「沙崙計畫」，是為新十大建設項下項目之一；而在「沙崙計畫」核定後，全案也由交通部高速鐵路工程局轉交交通部鐵路改建工程局辦理，於2011年1月2日正式通車。

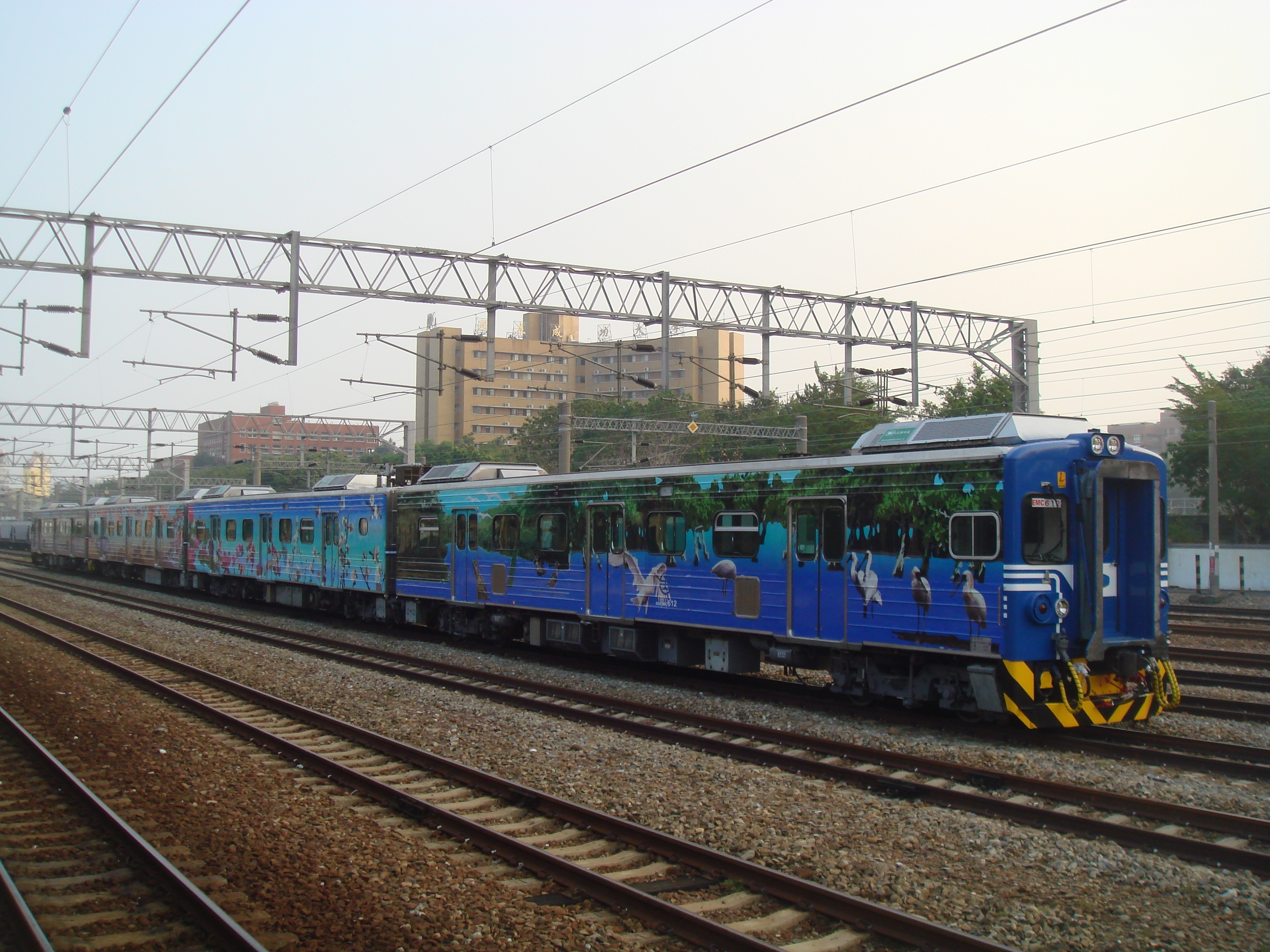
行駛於沙崙線的列車。
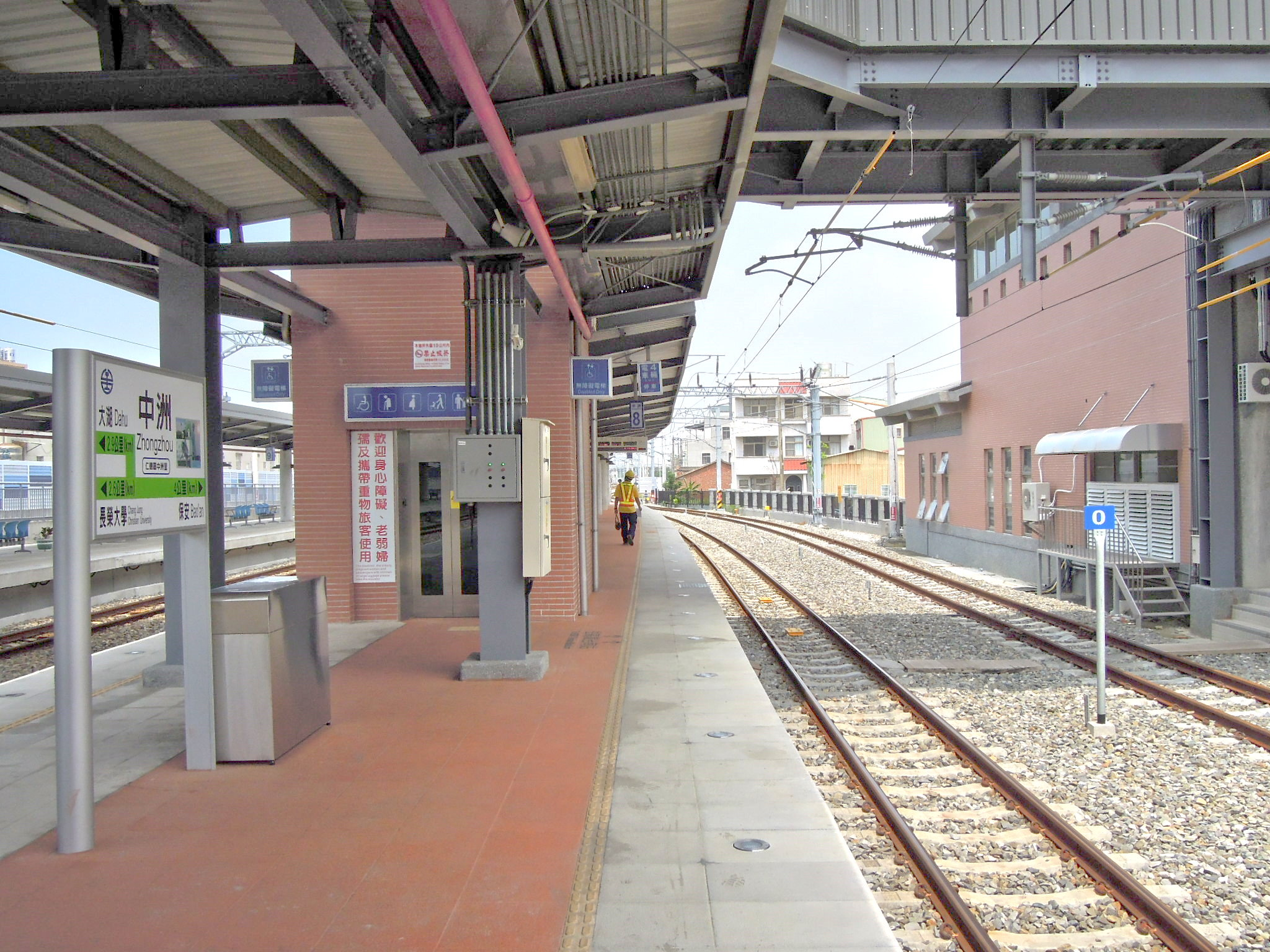
中洲車站的月台。

### 2003年－2010年

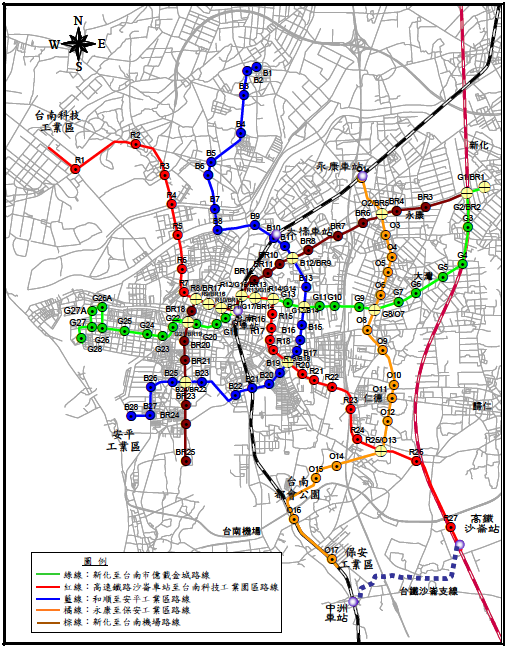
台南輕軌運輸系統整體路網規畫圖。

2003年，在交通部不再主導台南都會區大眾捷運系統推動的情況下，南市政府考量沙崙線的興建對台南都會區帶來的大眾運輸功能仍然不足，都市核心區域仍迫切需要大眾捷運系統，相繼於2003年間提出建置輕軌運輸系統的構想；台南市政府提出於南車站至億載金城間興建一條由輕軌運輸系統所建成的路線，台南縣政府則構思與其進行連接建置大眾捷運系統，最終兩縣市於2004年10月25日召開的「台南縣市交通改善小組第四次會議」中決定以兩者為基礎進行整合，將其建設為台南捷運的優先路線:1-1~1-2。然而，台南縣政府認為，此路線的東段並未銜接高鐵台南站，未能服務該縣高密度的人口與產業集中地區，因此，於2006年委外針對優先路線進行重新評估，一併進行整體路網的修正:1-2。台南市政府以修改台南都會區輕軌運輸系統自交通部所規畫的藍線、綠線、紅線方式:3-10，規畫一由綠線、紅線、藍線、橘線、棕線等5線所組成的建議路網，分別起自台南市新化區、高鐵台南站、 台南市安南區和順寮地區、台南市永康區、台南市新化區，迄至億載金城、台南科技工業園區、安平工業區、保安工業區、台南機場，並規畫於未來分別延伸至南科、台南縣歸仁區、台南市安平區，稱高鐵－南科延伸線、仁德－歸仁延伸線、安平延伸線，計5線3延伸線:3-11~3-14，在不含延伸線的情境下，總長約99.45公里:3-16。而優先路線部分，則選定綠線延伸至高鐵台南站，與高速鐵路進行銜接發揮最大效果:1-2，設14站、長24.77公里:12-3，建造成本約87.7億元:12-2。
| 台南都會區輕軌運輸系統路線推動順序一覽表:3-16 |      |                          |
| 順序                                          | 路線 | 起訖                     |
| 第1位                                         | 綠線 | 台南市新化區－億載金城   |
| 第2位                                         | 紅線 | 高鐵台南站－台南科學園區 |
| 第3位                                         | 藍線 | 台南市安南區－安平工業區 |
| 第3位                                         | 橘線 | 台南市永康區－保安工業區 |
| 第3位                                         | 棕線 | 台南市新化區－台南機場   |

而評估結論最終認為，優先路線的自償率僅19.88%，若無其他財源支持，將不具經濟上的可行性，因此建議在中央政府財源的支持下，以民間投資機電系統、車輛、經營，政府投資土木、車站等其餘項目，同時開發轉運站、附屬事業的方式，吸引民間參與此計畫:12-2~12-3。然而，台南都會區輕軌運輸系統於2010年進行後續送審時，因自償率過低，旋即遭到中華民國交通部退回，而賴清德上任後，也認為興建成本過高且路幅過於狹窄不易興建，正式終止台南都會區輕軌運輸系統計畫。

### 2010年－2020年

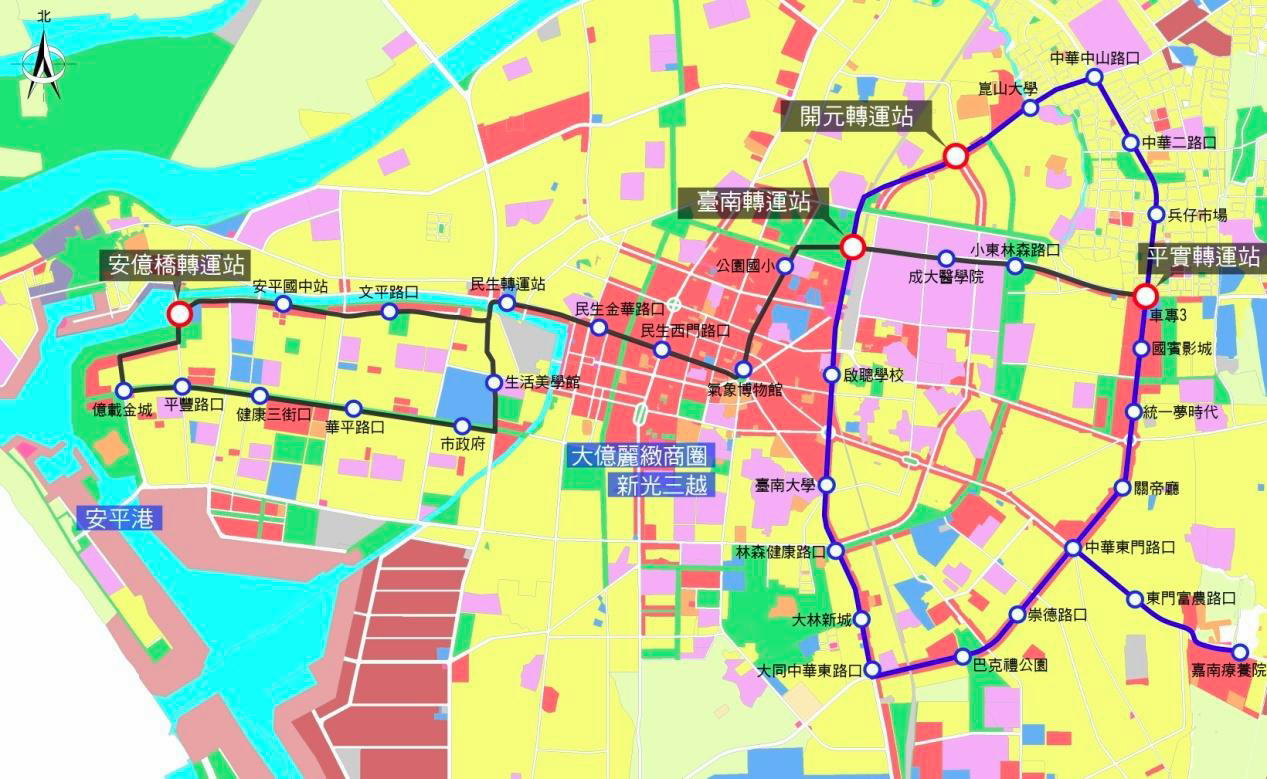
臺南市政府於2016年公布的「先進運輸系統」路線示意圖。

2013年12月，臺南市政府交通局表示將針對輕量捷運進行評估，規劃建構「跨坐式單軌電車」
。2014年，台南市政府完成台南捷運路網規畫，並於12月8日由台南市政府交通局局長張政源宣布「4年內，將啟動第一條先進運輸系統」，計初步規畫以東西線及環狀線兩線為優先路線，預估可於2018年啟動辦理發包，優先路網總預算約300至400億元，採跨坐式單軌捷運系統形式建置，旋即進入優先路網及系統型式的擇定及可行性研究階段。
而在台南市政府進一步評估之後，於2016年8月提出了由以綠線、藍線、橘線、紅線、黃線、棕線、紫線、粉線、墨綠線、綠線延伸線、藍線延伸線、紅線延伸線等九主線三延伸線共十二條、長約200公里的捷運路網，分優先路網、第二期路網及第三期路網等三期路網方式建置，並擇定綠線、藍線為優先路網，分別以永華市政中心及平實轉運站為起訖點，預算達658億，於2016年10月正式提報中華民國交通部審查。2017年11月正式成立「台南市政府捷運工程處籌備處」，2018年10月22日「臺南市捷運工程處」正式成立。
不過658億的方案在納入前瞻基礎建設計畫後受到了變更，除原先綠線的長度不變，預算為220.93億元外；藍線則改為推動大橋站－大同路站間的路段為第一期，預算改為186.04億。兩者的總長度自39.2公里縮短至21.6公里，總預算也從658億降低至406.97億元。:56~57

### 2021年－至今
2021年，臺南捷運路線再度修改，將深綠線與黃線納入優先新建範圍，以發展沙崙園區與南科，至於紅線東段（玉井到東區）、綠線東段（安南到東區）、綠線南段（安平到南區）等都從優先改為遠期，總預算亦暴增至5000億元。系統形式已列出四種選項：跨座式單軌鐵路、智軌、中運量系統、自動導軌系統。
2022年，「台南大眾捷運系統整體路網規劃報告」於去年7月底呈送交通部，於3月22日獲得交通部同意核備，代表捷運建設相關架構已獲中央同意，將是台南捷運建設往前再邁進的重要里程碑。路網通過後，希望中央盡速匡列台南捷運相關經費，加速提升台南交通機能並兼顧城市未來發展。交通局表示，第一期藍線、藍線延伸線、綠線及紅線，刻正辦理規劃作業；另外準備啟動深綠線（南科到沙崙高鐵站）規劃作業，後續將配合捷運整體進度推動，再適時爭取經費辦理黃線規劃作業。4月6日，台南市政府交通局宣布台南捷運採用跨座式單軌鐵路。5月9日，交通部以最快速度於當日同意深綠線可行性研究1500萬元經費補助；10月5日，團隊就位，推估藍線將有15座車站，並預計2023年規劃作業結束。
2024年，藍線環評作業已於2月23日通過環境部專案小組審查，並於3月21日獲得交通部審議綜合規劃通過。4月24日通過環境部環境影響評估審查；8月13日，交通部完成藍線第一期延伸線的可行性研究審查。
2025年，藍線綜合規劃通過國發會審議，有望明年順利動工。

## 外部連結
- 臺南市捷運工程處 （页面存档备份，存于）
- 台南市政府交通局 （页面存档备份，存于）
- 交通部運輸研究所
- 交通部高速鐵路工程局 （页面存档备份，存于）
- 臺南捷運路線圖